# Шидерты (посёлок)
Шидерты (каз. Шідерті) — посёлок в Павлодарской области Казахстана. Находится в подчинении городской администрации Экибастуза. Административный центр и единственный населённый пункт Шидертинской поселковой администрации. Код КАТО 552257100.
Посёлок был основан в 1950 году в период строительства железной дороги.

## Географическое положение
Расположен на берегу Шидертинского водохранилища на канале Иртыш — Караганда, на автодороге Павлодар — Караганда, в 50 км к западу от города Экибастуза и в 180 км к юго-западу от областного центра — Павлодара.

## Население
В 1985 году в селе проживало 5100 человек. В 1999 году население посёлка составляло 4431 человек (2175 мужчин и 2256 женщин). По данным переписи 2009 года в посёлке проживало 3557 человек (1706 мужчин и 1851 женщина).
На начало 2019 года население посёлка составило 3644 человека (1773 мужчины и 1871 женщина).

## Градообразующие предприятия
- Павлодарский филиал «Канал имени Каныша Сатпаева» — водоснабжение Павлодарской и Карагандинской областей, городов Темиртау, Астаны.
- Шидертинский Комбинат нерудных материалов АО «Казстроймонтаж» (Шидертинский щебёночный завод (ШЩЗ).
- Горно-металлургическая корпорация «KAZ Minerals[5]» Горно-обогатительный комбинат (ГОК) на месторождении Бозшаколь.